# Dirk Michel
Dirk Michel (* 23. Januar 1945 in Sinn, Hessen) ist ein ehemaliger deutscher Hockeyspieler, der 1970 Europameister war.
Dirk Michel war 1966 Zweiter der deutschen Meisterschaften mit Rot-Weiß Köln. Später spielte er beim Münchner SC. 
Bei den Olympischen Spielen 1968 in Mexiko-Stadt unterlag die deutsche Nationalmannschaft im Halbfinale der Mannschaft Pakistans mit 0:1 nach Verlängerung. Nach der 1:2-Niederlage im Spiel um Bronze gegen die indische Mannschaft belegten die Deutschen den vierten Platz.
Zwei Jahre später fand in Brüssel die erste Europameisterschaft statt. Die deutsche Mannschaft bezwang im Halbfinale die französische Mannschaft mit 2.1 und im Finale die Niederländer mit 3:1.
Dirk Michel wirkte von 1966 bis 1971 in 30 Länderspielen mit. Sein Sohn Björn Michel trat in 334 Länderspielen für Deutschland an.